# 나카노촌 (시마네현 오치군)
나카노촌(中野村)은 시마네현 오치군에 있던 정이다. 현재의 오난정의 일부에 해당한다.